# Wapiennik-Leśniczówka
Wapiennik-Leśniczówka – osada leśna w Polsce położona w województwie śląskim, w powiecie częstochowskim, w gminie Kruszyna.